# Guyudere Khachtab
Guyudere Khachtab est un village de la région de Zangilan en Azerbaïdjan.

## Histoire
En 1993-2020, Guyudere Khachtab était sous le contrôle des forces armées arméniennes. En 2020, le village de Guyudere Khachtab a été restitué sous le contrôle de l'Azerbaïdjan.